# Detta Lorenz
Detta Lutz (gift Lorenz), född 15 juni 1908 i Frankfurt am Main förbundsland Hessen, död 15 augusti 1980 i Königstein im Taunus, var en tysk friidrottare med löpgrenar som huvudgren. Lorenz var en pionjär inom damidrott, hon var världsrekordhållare i stafettlöpning och blev silvermedaljör vid damolympiaden Olimpiadi della Grazia 1931.

## Biografi
Detta Lorenz föddes 1908 i Frankfurt am Main i västra Tyskland, i ungdomstiden blev hon intresserad av friidrott. Hon gick med i idrottsföreningen Eintracht Frankfurt och tävlade i kortdistanslöpning främst 100 meter, 200 meter och stafettlöpning.
1929 deltog Lorenz i sina första tyska mästerskapen (Deutschen Leichtathletik-Meisterschaften DLM), vid tävlingarna i Frankfurt am Main tog hon silvermedalj i löpning 200 meter. Samma år satte hon världsrekord på stafettlöpning 4 x 100 m (med Tilly Fleischer, Lorenz, Emmy Haux och Charlotte Köhler) med 49,0 sekunder den 30 juni vid tävlingar i Mannheim,  senare samma år satte hon även nytt nationsrekord i stafettlöpning 4 x 100 meter (med Rosa Kellner, Lisa Gelius, Lorenz och Emmy Haux) med 48,9 sek vid tävlingar i Düsseldorf.
1930 blev hon guldmedaljör i löpning 200 m samt silvermedaljör i löpning 100 m och stafettlöpning 4 x 100 m vid tyska mästerskapen, samma år deltog hon vid Damolympiaden Internationella kvinnospelen i Prag där hon slutade på en fjärde plats i löpning 200 meter.
Vid tyska mästerskapen 1931 blev hon guldmedaljör i stafett 4 x 100 m och tog bronsmedalj i löpning 200 m. Lorenz deltog vid damolympiaden Olimpiadi della Grazia i Florens, under idrottsspelen vann hon bronsmedalj i löpning 60 meter efter brittiska Nellie Halstead och tyska Lisa Gelius samt silvermedalj i två stafettgrenar (4 x 100 meter med Tilly Fleischer, Marie Dollinger, Lorenz och Lisa Gelius samt svensk stafett (med Dollinger, Gelius, Lorenz och Auguste Hargus). Senare samma år tog hon nytt nationsrekord i stafettlöpning 4 x 100 m (med Leni Thymm (född Junker), Käthe Krauß, Lorenz och Emmy Haux) vid tävlingar i Hannover.
1933 försvarade hon sin mästartitel i stafett 4 x 100 m och 1934 tog hon bronsmedalj i samma gren.
Lorenz gifte sig kring 1932, senare drog hon sig tillbaka från tävlingslivet. Lutz-Lorenz dog i augusti 1980.